# Du mouron pour les petits oiseaux
Du mouron pour les petits oiseaux («Alpiste para los pajaritos» en francés) es una película franco-italiana de Marcel Carné estrenada en 1963.

## Sinopsis
Cruces alternativamente amorosos, golosos, interesados o místicos en un edificio de la Contrescarpe, entre un gigoló italiano y un entrenador de discoteca, una familia de carniceros y un aprendiz de rockero, un sastre místico, un escritor que se envía telegramas a sí mismo, un paralítico alerta, un conserje atento, criador de pájaros, mafioso apenas liberado. Poco a poco, cada uno se descubre a sí mismo con su pasado o presente más o menos turbulento. Una muerte misteriosa traerá a la policía al edificio, acelerará las revelaciones y sacudirá este pequeño mundo.

## Reparto
- Paul Meurisse: Sr. Armand, que cría pájaros.
- Dany Saval: Lucie, entrenadora.
- Suzy Delair: Antoinette, la mujer del carnicero.
- Roland Lesaffre: el sastre místico.
- Jean Richard: Luis, el carnicero.
- Jeanne Fusier-Gir: M. Pain, la antigua inquilina.
- Suzanne Gabriello: M Comunal, la conserje del edificio.
- Dany Logan: Jojo, el carnicero, cantante de rock.
- Jean Parédès: Sr. Fleurville, escritor.
- Jean-Marie Proslier: Albin, peluquero.
- Robert Dalban: el inspector de policía.
- Sabine André
- France Anglade: la camarera.
- Joëlle Bernard: Gladys, una entrenadora.
- Franco Citti: Renato, amigo refugiado italiano de Lucie.
- Dominique Davray: el jefe de «El acuario».
- Sophie Destrade: una amiga del Sr. Armand
- Pierre Duncan: Victor, el mafioso liberado en busca del Sr. Armand.
- Paul Faivre: el cazador de pájaros.
- Corrado Guarducci: el dueño del restaurante.
- Masako Sato: «La japonesa».
- Jean-Pierre Zola: cajero.
- Charles Bayard: el anciano que se encuentra con Lucie en la calle.
- Louisette Rousseau: el inquilino con muchos hijos.
- Béatrice Calvo: un tornado.
- Alphonso Mathis: el camarero.
- Pierre Mirat: el dueño del bistró.
- Bibi Morat: un pequeño chico.
- Pierre Collet: un consumidor.

## Crítica
Para el Diccionario Morandini se trata de «una película de encargo, la etapa más baja de la decadencia de Carné: poco divertida, gratuita, vulgar y misógina».